# Beavis & Butt-Head alla conquista dell'universo
Beavis & Butt-Head alla conquista dell'Universo (Beavis and Butt-Head Do the Universe) è un film d'animazione del 2022 diretto da John Rice e Albert Calleros, tratto dalla serie tv Beavis and Butt-head. È disponibile sulla piattaforma Paramount+.
È il secondo lungometraggio dopo Beavis & Butt-Head alla conquista dell'America, a distanza di 26 anni. Inoltre funge da episodio pilota per il riavvio della serie, trasmesso dal 4 agosto 2022 sempre su Paramount+.

## Trama
Ambientato due anni dopo gli eventi del primo film (quindi nel 1998), il duo dà fuoco alla scuola: vengono perciò portati dal giudice minorile, che per riformarli li obbliga ad andare all'addestramento della NASA. Fanno la conoscenza dell'astronauta Serena Ryan, che vedendo i due ragazzi usare il simulatore (che dato il loro umorismo ricorda la penetrazione e la masturbazione) decide di arruolarli nella sua squadra; Beavis e Butt-head credono che lei voglia avere rapporti sessuali con entrambi e quindi accettano, partendo così per lo spazio. Combinando diversi disastri sull'astronave (rovinando quindi la missione), vengono espulsi da Serena stessa, che intanto cerca di nascondere agli altri compagni di averli uccisi. Passano i giorni e Beavis e Butt-head incappano in un buco nero: uscendone cadono nel mare di una spiaggia; a riva capiscono di aver viaggiato nel tempo e di essere arrivati nel futuro, nel 2022. Qui incontrano le loro versioni "intelligenti" (alter ego da un'altra dimensione): Smart Beavis e Smart Butt-head, che li avvisano di raggiungere il portale per tornare nella loro epoca e ristabilire l'ordine dell'universo. Il duo viene poi a sapere che Serena ha abbandonato la carriera di astronauta ed è diventata sindaco della città di Highland. Serena verrà a sapere che i ragazzi sono ancora vivi (nonostante siano passati ventiquattro anni dal giorno della missione) e tenterà in tutti i modi di ucciderli nuovamente, capendo poi alla fine che sono solo due adolescenti stupidi ed eccitati. Per mettere fine al desiderio sessuale del duo, Serena accetta di andare a letto con Beavis (che verrà surclassato dalla sua versione Smart, che la porta quindi nel suo universo). Il film si chiude con Smart Beavis e Smart Butt-head che tornando nel loro mondo vengono accolti con trionfo dall'Imperatrice Beavis e l'Imperatore Butt-head, per "averlo finalmente fatto"; intanto i normali Beavis e Butt-head si riprendono la loro casa (che proprio in questo film si viene a sapere che apparteneva alla mamma di Beavis, Shirley Beavis, che l'aveva venduta in preda alla disperazione quando ha saputo che il figlio era morto nello spazio) e iniziano a vivere nel 2022. In una sequenza del film le loro versioni "Smart" mostrano come sarebbero stati se non avessero mai viaggiato nel tempo: due uomini di mezza età, sempre stupidi e scansafatiche.

## Distribuzione
Beavis & Butt-Head alla conquista dell'universo è stato pubblicato il 23 giugno 2022 su Paramount+, mentre in Italia l'11 ottobre dello stesso anno.